# Mars 2019
Mars 2019 est le 3e mois de l'année 2019.

## Évènements
Les manifestations en Algérie contre la candidature du président Abdelaziz Bouteflika à l'élection présidentielle algérienne de 2019 pour un cinquième mandat continuent.
- 3 mars :
  - élections législatives en Estonie ;
  - élection primaire du Parti démocrate en Italie ;
  - retour au Venezuela de Juan Guaidó, président par intérim autoproclamé et opposant au président élu mais très fortement contesté Nicolás Maduro
- 4 mars :
  - le pape François annonce que les archives secrètes du Vatican du pontificat du pape Pie XII seront ouvertes aux savants à partir du 2 mars 2020[1] ;
  - Révélation pour le grand public de l'existence d'un nouveau site maya d'offrandes quasi-intact à Chichén Itzá, dans le Yucatán au Mexique, connu par les archéologues mexicains et les populations mayas locales depuis 50 ans mais jusque-là caché dans une grotte murée[2].
- 5 mars :
  - élections législatives et référendum en Micronésie ;
  - identification chez un survivant de l'épidémie de maladie à virus Ebola en Afrique de l'Ouest d'un anticorps efficace face aux 3 souches du virus Ebola et qui pourrait donc servir de base pour créer un vaccin efficace, publiée dans Nature Structural & Molecular Biology entre-autres par Kartik Chandran de l'Albert Einstein College of Medicine à New York et Erica Ollmann Saphire du La Jolla Institute for Immunology en Californie[3],[4] ;
  - confirmation dans Nature du deuxième cas connu dans le monde entier de rémission durable d'un patient souffrant du SIDA atteint du VIH-1[5],[6].
- 6 mars : le gouvernement vénézuélien de Nicolás Maduro expulse l'ambassadeur d'Allemagne Daniel Martin Kriener pour « ingérence dans les affaires internes » car il avait accueilli Juan Guaidó à son arrivée à l'aéroport international de Caracas - l'Allemagne reconnaissant Guaidó comme le président légitime du Venezuela[7].
- 10 mars :
  - élections législatives en Guinée-Bissau ;
  - élections législatives en Corée du Nord ;
  - le vol 302 Ethiopian Airlines s'écrase en Éthiopie ;
  - Mohammad Shtayyeh (Fatah) est nommé Premier ministre de l'Autorité palestinienne[8].
- 11 mars : le président algérien Abdelaziz Bouteflika renonce à briguer un 5e mandat et reporte sine die l'élection présidentielle ; le Premier ministre Ahmed Ouyahia est remplacé par Noureddine Bedoui. Les manifestations continuent car les Algériens craignent que la prolongation du quatrième mandat ne serve à maintenir Bouteflika en place sur une durée indéterminée.
- 12 mars : naufrage du cargo « Ro-Ro » italien Grande America à environ 333 km de la côte atlantique française, provoquant une marée noire.
- 13 mars : une tuerie dans une école fait 8 morts à Suzano, au Brésil.
- 14 mars : élections sénatoriales en République démocratique du Congo.
- 15 mars : un attentat contre deux mosquées de Christchurch en Nouvelle-Zélande fait au moins 50 morts.
- 16 mars :
  - élection présidentielle en Slovaquie (1er tour) ;
  - des inondations dans la province de Papouasie en Indonésie provoquent au moins 89 morts[9].
- 17 mars :
  - le retrait des Philippines de la Cour pénale internationale devient effectif, sans que cela ne stoppe les enquêtes de la CPI à l'encontre du président philippin Rodrigo Duterte[10] ;
  - 23 soldats maliens sont tués dans une attaque du Groupe de soutien à l'islam et aux musulmans.
- 18 mars :
  - le cyclone Idai provoque au moins 300 morts au Mozambique et au Zimbabwe, et probablement plus d'un millier de morts au Mozambique (plus de 200 confirmés à l'heure actuelle) où il a détruit à 90 % Beira, la deuxième ville du pays[11],[12],[13].
  - une fusillade dans le tramway d'Utrecht aux Pays-Bas cause la mort de 3 personnes et en blesse 9 autres[14]. Dix jours plus tard, un homme de 74 ans, blessé dans la fusillade succombe à ses blessures faisant passer le bilan à 4 morts[15].
- 19 mars :
  - Karen Uhlenbeck remporte le prix Abel et devient à ce titre la première femme à recevoir cette récompense[16] ;
  - démission du président du Kazakhstan Noursoultan Nazarbaïev, il est remplacé par Kassym-Jomart Tokaïev.
- 20 mars :
  - élections provinciales aux Pays-Bas ;
  - Sur proposition du nouveau président Kassym-Jomart Tokaïev, Astana, la capitale du Kazakhstan, est renommée Noursoultan d'après le président Noursoultan Nazarbaïev ayant démissionné la veille (Astana signifiant littéralement « Capitale » et Noursoultan « Sultan de lumière » en kazakh)[17] ;
  - l'ex-président des Serbes de Bosnie Radovan Karadžić est condamné en appel à la prison à perpétuité par le Tribunal pénal international pour l'ex-Yougoslavie pour génocide et crime de guerre à cause de son rôle dans le Massacre de Srebrenica ayant conduit au décès de 8 372 civils bosniaques musulmans en juillet 1995.
- 21 mars : Une explosion dans une usine chimique tue 78 personnes et en blesse 617 autres à Yancheng, en Chine[18].
- 23 mars :
  - les Forces démocratiques syriennes, soutenues par la coalition internationale, s'emparent de la poche de Baghouz ; l'État islamique ne contrôle alors plus aucun territoire en Syrie ;
  - au moins 160 civils peuls sont massacrés à Ogossagou, au Mali, par des miliciens dogons[19] ;
  - 65 membres des forces de sécurité afghanes (en) sont tués et 38 autres blessés dans l'attaque d'un de leurs postes par les talibans dans le district de Sangin (au nord de la province de Helmand)[20] ;
  - un commando armé des Shebab tue 11 personnes dans les ministères somaliens des Travaux publics et du Travail, dont le vice-ministre du Travail et des Affaires sociales Saqar Ibrahim Abdalla, avant que les 4 assaillants ne soient abattus par la police[21] ;
  - à Londres, des centaines de milliers de personnes participent à une marche sur le Brexit[22], demandant un nouveau référendum.
- 24 mars :
  - élections législatives en Thaïlande ;
  - élections régionales en Basilicate (Italie) ;
  - élection présidentielle aux Comores ;
  - élections municipales au Liechtenstein.
- 26 mars :
  - élections législatives à Tristan da Cunha (Royaume-Uni) ;
  - la proposition de directive sur le droit d'auteur dans le marché unique numérique (plus connue à cause de son controversé article 13, devenu article 17) est adoptée par le Parlement européen (348 voix pour, 274 contre) ;
  - fondation officielle de la Garde nationale du Mexique.
- 27 mars : une centaine de migrants détournent l'Elhiblu 1 (en), un navire marchand qui les avait sauvés au large des côtes libyennes, ordonnant à son équipage de se diriger vers Malte. L'armée de l'archipel déclare que le navire ne sera pas autorisé à pénétrer dans ses eaux[23].
- 28 mars : Un incendie à Dacca, au Bangladesh, fait au moins 25 morts et 73 blessés.
- 30 mars :
  - Zuzana Čaputová est élue au 2e tour de l'élection présidentielle en Slovaquie ;
  - 30 hommes sont condamnés en Égypte pour avoir planifié un attentat terroriste contre une église à Alexandrie, 18 écopent de la prison à perpétuité, tandis que les 12 autres reçoivent des peines allant de dix à quinze années de prison[24].
- 31 mars :
  - Sommet de la Ligue arabe de 2019
  - élection présidentielle en Ukraine (1er tour) ;
  - élections municipales en Turquie ;
  - de violents orages tuent au moins 30 personnes et en blessent environ 400 autres dans le district de Bara au sud du Népal[25],[26],[27].

## Climat
C'est le deuxième mois le plus chaud enregistré dans le monde après mars 2016.